# Corydoras sterbai
Cá chuột Sterba (Danh pháp khoa học: Hoplisoma sterbai) là một loài cá là một thành viên của chi Hoplisoma và là một trong những loài phổ biến nhất của Corydoradinea. Cá chuột Sterba trước đây thuộc chi Corydoras, nay đã được phân loại lại trở thành chi Hoplisoma. 

## Đặc điểm
Cá chuột Sterba phân biệt với các loài cá chuột khác vì nó có những đốm trắng trên nền màu đen trên đầu của nó, đôi khi bị nhầm lẫn với Brochis haraldschultzi, sự khác biệt là có các chấm đen trên nền trắng trên đầu. Giống như nhiều loài cá chuột Hoplisoma, Cá Sterba là một cá bơi theo đàn và do đó tốt nhất nên được giữ trong nhóm năm con hoặc nhiều hơn. Trong tự nhiên nó có thể được tìm thấy tại Brazil. Chúng là một giống cá khỏe mạnh. Corydoras sterbai là tương đối nhỏ, chúng phát triển đến kích thước tối đa của nó chỉ đến 2-2,6 inch (5,1-6,6 cm).
Không giống như một số cá da trơn khác, chúng không ăn tảo, nhưng rất giỏi "làm sạch" thức ăn thừa và mảnh vụn từ bề mặt. Trong điều kiện nuôi nhốt Corydoras sterbai sẵn sàng chấp nhận một loạt các loại thực phẩm chế biến và đông lạnh. Chúng thưởng thức thức ăn tươi sống và đông lạnh như đỉa hút máu, bo bo và ấu trùng muỗi, nhưng lý tưởng chỉ nên ăn các loại thực phẩm như vậy một lần một tuần do số lượng cao của protein trong loại này.